# St. Johannes Baptist (Büscheich)

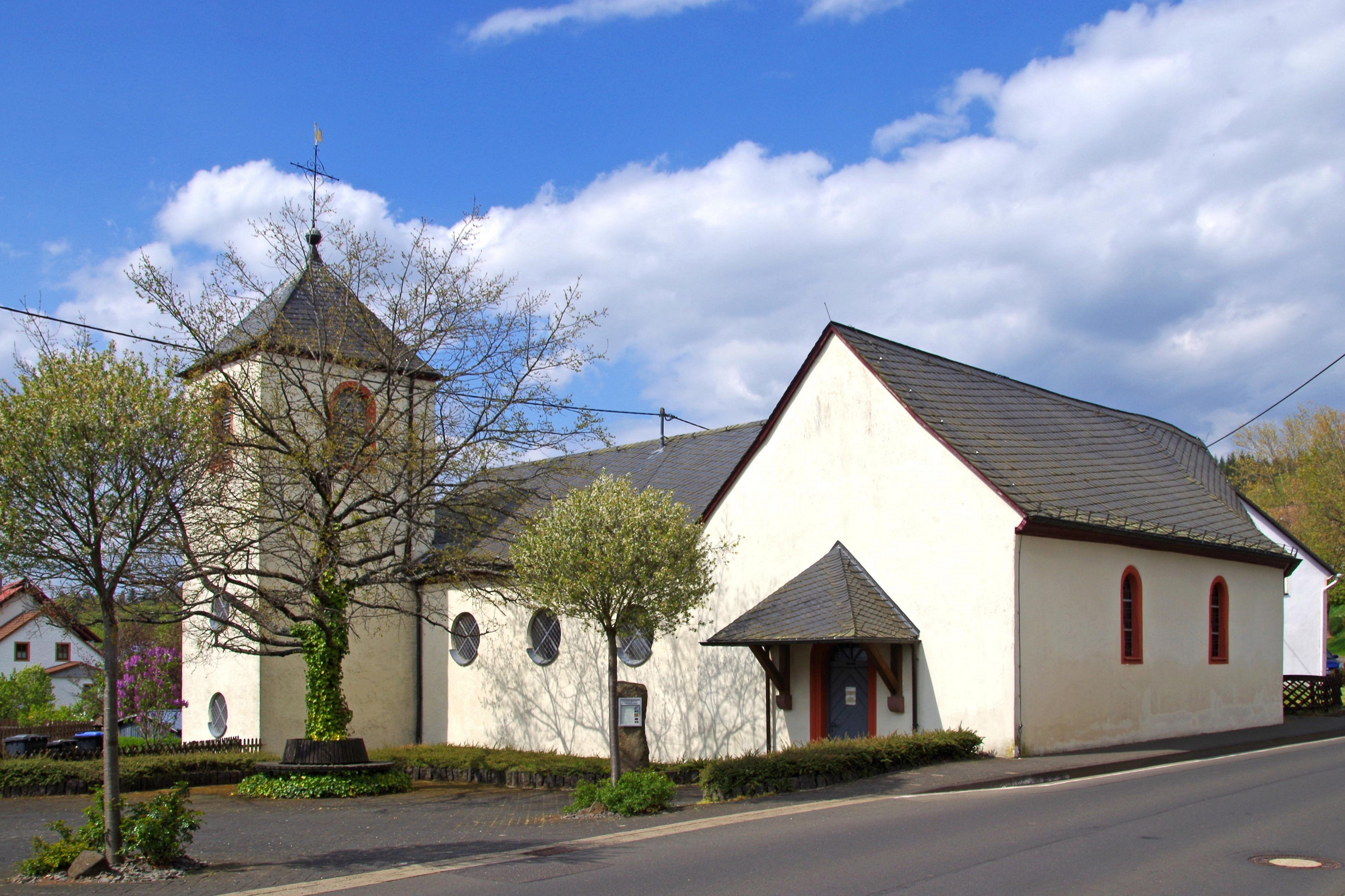
St. Johannes Baptist

Die Kirche St. Johannes Baptist (auch: Johannes der Täufer) ist die römisch-katholische Filialkirche von Büscheich (Ortsteil von Gerolstein) im Landkreis Vulkaneifel in Rheinland-Pfalz. Die Kapelle gehört zur Pfarrei St. Anna (Gerolstein) in der Pfarreiengemeinschaft Gerolsteiner Land im Bistum Trier.

## Geschichte
1716 bauten die Büscheicher eine Kapelle von 11 × 5 Metern mit Strohdach, die 1872 ein Schieferdach bekam. Da sie zu klein wurde, kam es von 1950 bis 1951 zum seitlichen Ansetzen eines Erweiterungsbaus als Saalbau mit Flachdecke und Rundfenstern.

## Ausstattung
Die alte Kapelle verfügt über einen Marienaltar.